# Mortal Engines Quartet
Mortal Engines Quartet (o també Hungry City Chronicles, Predator Cities) és una trilogia de novel·les fantàstiques, escrita per Philip Reeve.
Sota l'aparença d'història infantil, Serie máquinas mortales resulta atractiva també pels adults, tot i que a diferent nivell. Al tenir un toc juvenil, juntament amb grans dosis de filosofia i múltiples al·legories.
L'any 2018 es va estrenar l'adaptació cinematogràfica del primer llibre, dirigida per Christian Rivers, amb el nom de Mortal Engines.

## Personatges
- Tom Natsworthy
- Hester Shaw
- Wren Natsworthy
- Theo Ngoni
- Chudleigh Pomeroy
- Anna Fang
- Shrike